# 베아테 클라르스펠트

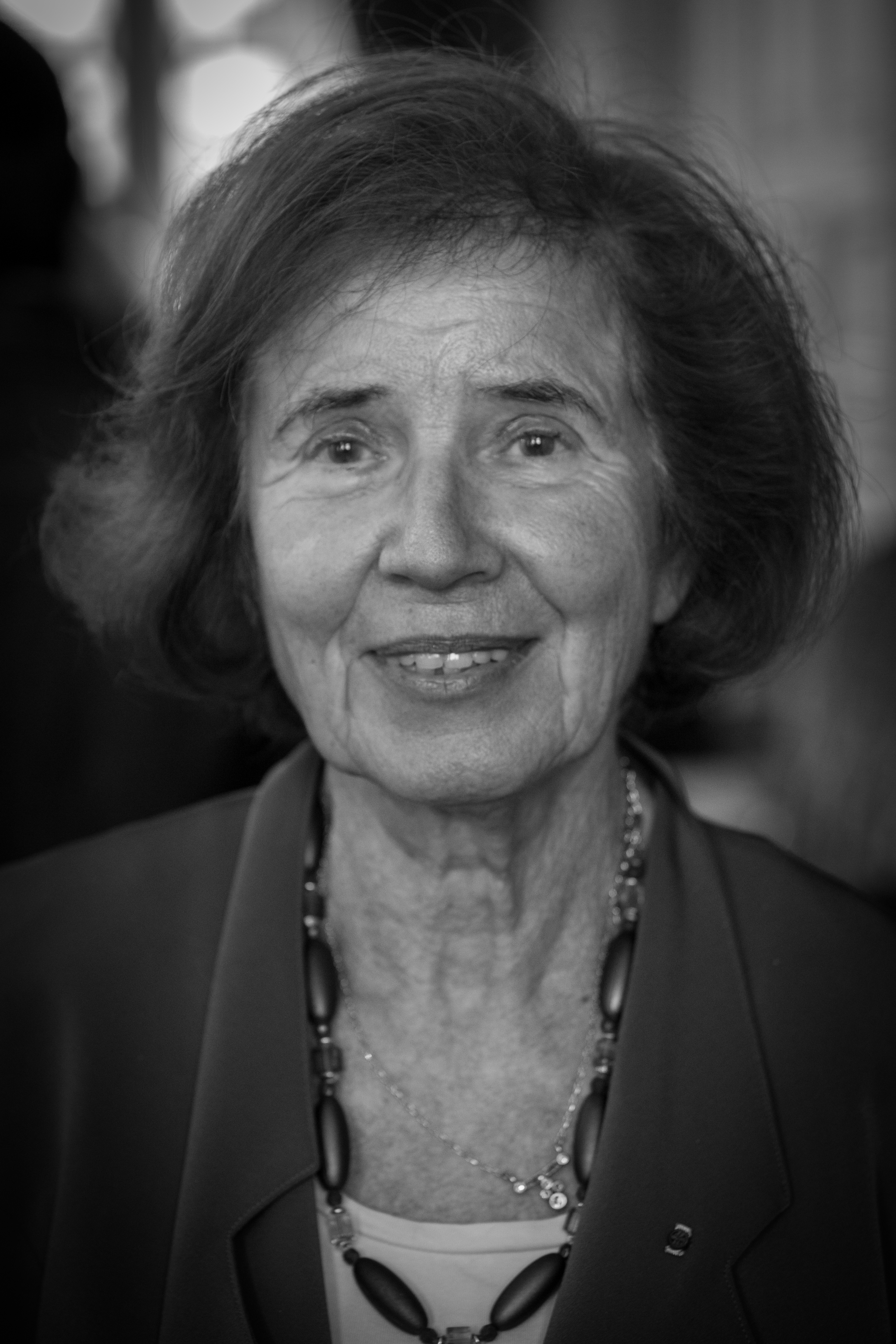
2015년의 클라르스펠트

베아테 아우구스테 클라르스펠트(혼전성 퀸첼(Künzel), 독일어: Beate Auguste Klarsfeld, 1939년 2월 13일 ~ )는 쿠르트 리슈카, 알로이스 브루너, 클라우스 바르비, 에른스트 엘러스, 쿠르트 아체 등 수많은 나치 전범들을 수사하고 문서화한 것으로 유명해진 프랑스계 독일인 저널리스트이자 나치 사냥꾼이다.
2012년 3월, 그녀는 2012년 독일 대통령 선거에서 요아힘 가우크를 상대로 좌파 후보로 출마했으나 126대 991로 패배했다.